# Familia Terry (casa nobiliaria)
La Casa de Terry o Tirry es un linaje nobiliario de origen irlandés asentado en España, Cuba y Perú. 

## Historia
La casa de Terry tiene su origen en el condado de Cork, Irlanda donde dieron nombre al lugar de Ballynterry. 36 miembros de esta familia fueron magistrados en la ciudad de Cork. Llegaron a ser Vizcondes de Limerick. En 1650 fueron despojados de sus posesiones y perseguidos por Oliver Cromwell, ya que fueron partidarios de la monarquía inglesa católica, apoyando a su pariente Gerald el Grande, Earl de Desmond.
A finales del siglo XVII pasaron a vivir a España, acogidos por los reyes católicos. Guillermo de Tirry y Ronan, nieto del vizconde de Limerick se asentó en Andalucía, siéndole otorgado el vizcondado de Torrebreva y posteriormente el marquesado de la Cañada cuyo tronco principal pasó a vivir a Cuba en 1810, donde uno de ellos llegó a ser diputado a Cortes en 1886 y 1893. Años antes, en 1790 una rama de la familia encabezada por el hispano-italiano Antonio Terry Adriano se asentó en Perú, precisamente en la ciudad de Caraz.
En Perú, los Terry poseyeron grandes extensiones de haciendas en la sierra norte de Áncash, actuales provincias de Pallasca, Huaylas, Pomabamba y Huari. De la misma forma, tuvieron destacada vida política durante todo el siglo XIX (8 miembros de la familia llegaron a ser diputados y diputados constituyentes). El expresidente del Perú, Fernando Belaúnde Terry desciende de esta familia. Su abuelo se asentó en Lima a inicios del siglo XX.

### Títulos nobiliarios
- Magistratura de Cork (siglos XI - XVI)
- Vizcondado de Limerick (siglos XVI)
- Vizcondado de Torrebreva (siglos XVI)
- Marquesado de la Cañada (siglos XVIII-actualidad)

### Cargos políticos

#### En Perú
- Presidencia de la República del Perú: Fernando Belaúnde Terry (1965-1969), (1980-1985)
- Diputados de la República del Perú:
  - Gregorio Terry (1855-1860).
  - Juan Terry (1860-1867).
  - Tadeo Terry (1868-1871); (1872-1876); (1876-1878); (1879-1881).
  - Jacinto Terry (1868-1871); (1872-1876).
  - Vicente Terry (1872-1876); (1876-1878); (1879-1881).
  - Teodorico Terry (1883); (1886-1889).
  - Francisco Belaúnde Terry (1980-1985); (1985-1990)
- Presidente del Congreso de la República del Perú: Francisco Belaúnde Terry (1980-1981)

#### En Cuba
- Alcalde de La Habana: Juan Tirry Lacy (1835)